# Génova
Génova – miasto w Gwatemali, w departamencie Quetzaltenango, położone około 65 km na południowy zachód od stolicy departamentu miasta Quetzaltenango, oraz około 50 km na wschód od granicy państwowej z meksykańskim stanem Chiapas.  Miasto leży na obniżeniu pacyficznym gór Sierra Madre de Chiapas, na wysokości 310 m n.p.m., w odległości 50 km od wybrzeża. Według danych szacunkowych w 2012 roku miejscowość liczyła 4 588 mieszkańców.

## Gmina Génova
Jest siedzibą władz gminy o tej samej nazwie, która jest jedną z 24 gmin w departamencie. Gmina w 2012 roku liczyła 40 856 mieszkańców. Gmina położona jest na materiale wulkanicznym pochodzącym od wulkanów leżących na północ od terenu gminy, a jej średnie wyniesienie nad poziom morza wynosi 350 metrów.
Gmina jak na warunki Gwatemali jest średniej wielkości, a jej powierzchnia obejmuje 372 km². Ludność gminy utrzymuje się głównie z rolnictwa (76%) oraz rzemiosła artystycznego (23%). W rolnictwie dominuje hodowla bydła mięsnego (65%) a następnie uprawa kukurydzy, pozyskiwanie kauczuku naturalnego, uprawa  kawy, sezamu i trzciny cukrowej oraz na mniejszą skalę fasoli, bananów, cytrusów i mango.
Klimat gminy jest równikowy, według klasyfikacji Wladimira Köppena, należy do klimatów tropikalnych monsunowych (Am), z wyraźną porą deszczową występującą od maja do października. Ze względu na bliskość Pacyfiku amplituda temperatur nie jest duża i oscyluje w granicach 20-25 °C. Większość terenu nieuprawianego pokryta jest dżunglą.